# Großrinderfeld
Großrinderfeld est une commune de Bade-Wurtemberg (Allemagne), située dans l'arrondissement de Main-Tauber, dans la région de Heilbronn-Franconie, dans le district de Stuttgart.
La municipalité se compose de Großrinderfeld et les villages de Gerchsheim, Ilmspan et Schönfeld. En 1866, un des derniers combats de la guerre austro-prussienne eut lieu à Gerchsheim.